# Adolfo Vázquez
Adolfo Roberto Vázquez (n. Buenos Aires, 9 de junio de 1938), abogado y juez argentino. Se desempeñó como magistrado de la Corte Suprema de Justicia de la Nación Argentina entre 1995 y 2004. Renunció a su cargo en 2004 cuando la Cámara de Diputados inició el procedimiento del juicio político para removerlo por mal desempeño de su cargo.

## Cargos desempeñados en el poder judicial
Fue magistrado del Poder Judicial de la Nación desde 1984, desempeñando los siguientes cargos:
- Juez Nacional a cargo un Juzgado Nacional de Primera Instancia en lo Civil. (1984 a 1989).
- Camarista en la Cámara Nacional de Apelaciones en lo Civil y Comercial Federal. (1989 a 1995).
- Vicepresidente de la Cámara Civil y Comercial Federal. (1992 a 1993).
- Presidente de la Cámara Civil y Comercial Federal. (1993 a 1994).

En 1995 el expresidente Carlos Menem lo designó (con el correspondiente acuerdo del Senado) como juez de Corte Suprema de Justicia de la Nación Argentina.
El 1 de septiembre de 2004 presentó su renuncia como juez de la Corte Suprema, evitando un eventual juicio político.